# Шахтний колодязь
Шахтний колодязь — інженерна споруда, що є вертикальною виробкою з великим (у порівнянні із водозабірною свердловиною) розміром поперечного перерізу, круглої, квадратної, прямокутної або шестигранної форми, що призначена для забору ґрунтових вод.